# Draco (constelación)
Draco o el Dragón es una constelación del norte lejano, que es circumpolar para muchos observadores del hemisferio norte. Es una de las 88 constelaciones modernas, y una de las 48 constelaciones listadas por Ptolomeo. El polo norte de la eclíptica está en Draco.
Aunque muy grande, Draco no tiene estrellas especialmente brillantes. La cabeza del dragón está representada por un cuadrilátero de estrellas situadas entre Hércules y la Osa Menor.

## Características destacables

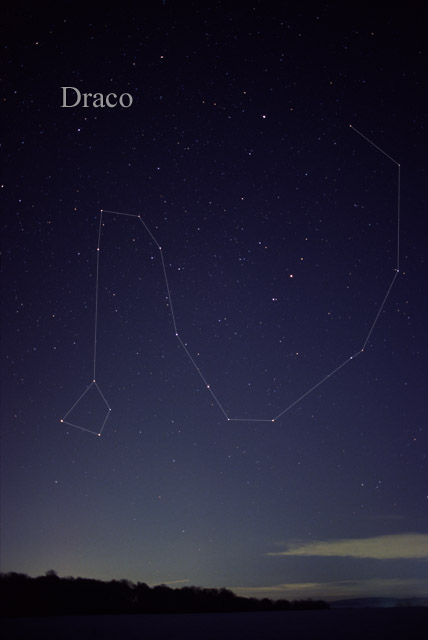
Constelación Draco, [http://www.allthesky.com/constellations/visualconstellations.html AlltheSky.com

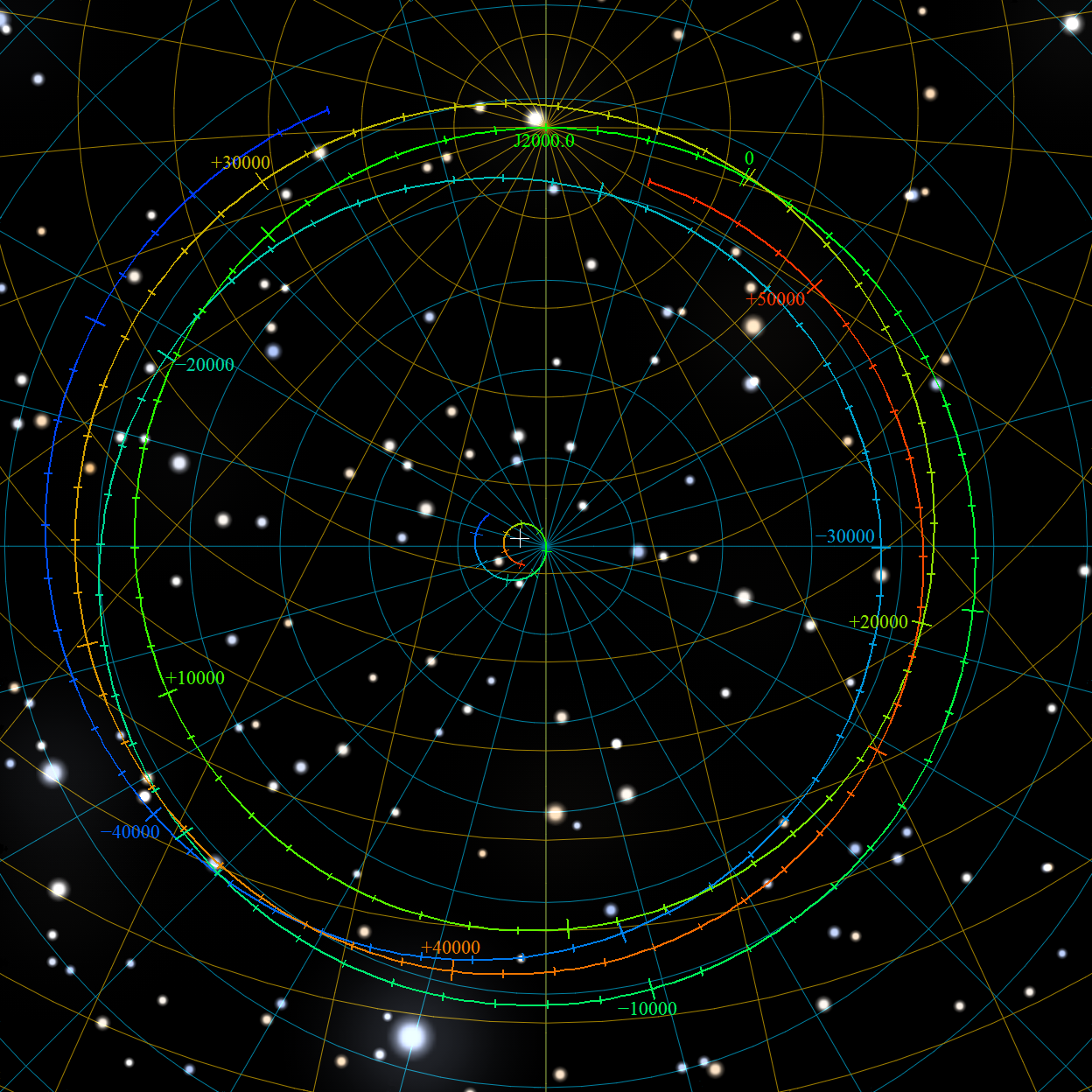
Polo norte de la eclíptica: punto donde confluyen las cian. Polo norte celeste: punto donde confluyen las amarillas que casi coincide con la estrella polar. Ambas marcan la ascensión recta, de las coordenadas celestes. Círculos concéntricos de ambos colores: declinación.

Eltanin o Etamin (γ Draconis) es el astro más brillante de la constelación con magnitud 2,23. Es una gigante naranja de tipo espectral K5III con un radio 48 veces más grande que el radio solar. Actualmente está a 148 años luz de la Tierra, pero se acerca hacia nosotros de forma que, dentro de 1,5 millones de años, se encontrará a tan solo 28 años luz; entonces será, junto con Sirio, la estrella más brillante del firmamento. En 1728, James Bradley descubrió la aberración de la luz al intentar medir la paralaje de esta estrella.
La segunda estrella más brillante de Draco es Athebyne o Aldhibain (η Draconis), una gigante amarilla de tipo G8IIIb con una luminosidad 60 veces superior a la del Sol.
Muy parecida a ella es también δ Draconis, denominada Altais. Ambas estrellas están a poco menos de 100 años luz de la Tierra.
β Draconis, oficialmente llamada Rastaban, tercera estrella en cuanto a brillo, es una supergigante o gigante luminosa amarilla que se encuentra a 380 años luz de distancia. Su radio es 40 veces más grande que el del Sol y su masa 6 veces mayor que la de nuestra estrella. Tiene una tenue compañera estelar a una distancia de al menos 450 ua.
ε Draconis es otra gigante amarilla de tipo G7IIIb y 2,7 masas solares que se encuentra a 153 años luz.
Thuban (α Draconis) es el nombre de la que fue la estrella polar hace unos 4800 años. Es una gigante caliente de tipo espectral A0III y una binaria espectroscópica con un período orbital de 51,417 días. La componente secundaria es 1,8 magnitudes —a 700 nm— más tenue que la componente primaria y se ha detectado a una separación entre 6,2 y 2,6 milisegundos de arco.
En contraste, Edasich (ι Draconis) es una gigante naranja de tipo K2III cuya metalicidad es superior a la solar ([Fe/H] = +0,16). Su radio es 11,9 veces más grande que el radio solar. Alrededor de esta estrella orbita Hypatia, planeta de tipo «superjúpiter» con una temperatura de 598 K. La acusada excentricidad de su órbita hace que la separación entre estrella y planeta fluctúe entre 0,39 y 2,1 ua.
χ Draconis es un sistema binario cercano, pues se encuentra a solo 26 años luz. Está integrado por una estrella blanco-amarilla de tipo F7V casi dos veces más luminosa que el Sol y una enana naranja de tipo K0V. La separación entre ambas componentes varía entre 0,6 y 1,4 ua a lo largo de una órbita excéntrica que completan cada 280,55 días.
De características muy distintas, λ Draconis —llamada Gianfar o Giausar, su nombre oficial—, es una fría gigante roja de tipo M0III, 3958 K de temperatura y cuyo tamaño es 70 veces más grande que el del Sol.
φ Draconis es un sistema estelar cuya componente principal es una estrella peculiar con sobreabundancia de silicio y, en menor medida, de hierro y cromo. Asimismo, 46 Draconis es una estrella de mercurio-manganeso cuyo contenido en mercurio es 130 000 veces mayor que en el Sol.
Entre las variables de Draco está Z Draconis, una binaria eclipsante cuyo brillo disminuye 3,30 magnitudes durante el eclipse principal y 0,20 magnitudes durante el eclipse secundario; la componente principal es de tipo A5V y tiene 1,6 masas solares. Su período orbital es de 1,3575 días y tiende a aumentar con el tiempo. Por su parte, RY Draconis es una de las estrellas de carbono más próximas a la Tierra —está a unos 1200 años luz de distancia— y una de las más brillantes en banda J, región del infrarrojo cercano centrada en 1,25 μm.
También en esta constelación se localiza BY Draconis, prototipo de una clase de variables que llevan su nombre (variables BY Draconis). Las variaciones de luminosidad en estas estrellas están asociadas a la rotación estelar, debido a la presencia de manchas en su superficie u otro tipo de actividad cromosférica.
Otra variable, AG Draconis, es una de las estrellas simbióticas más estudiadas. Es una binaria formada por una gigante naranja y una enana blanca envuelta en una nebulosidad. El sistema sufre estallidos —que llegan  a quintuplicar su brillo— cuando se produce transferencia de masa desde la atmósfera de la gigante al entorno de la enana blanca.
En Draco se localiza HD 101364, estrella casi idéntica al Sol. Sus características físicas así como su composición química, prácticamente iguales a las del Sol, la convierten probablemente en el gemelo solar más cercano a nuestra estrella. A diferencia de otros gemelos solares, el contenido en litio de HD 101364 (A(Li) = 1,22) es muy próximo al solar, pues el Sol parece estar empobrecido en litio en un factor de 10 frente a otras estrellas de disco semejantes.
Entre las estrellas con sistemas planetarios se encuentra HD 158259, enana amarilla con cinco exoplanetas confirmados, siendo el más interior —separado solo 0,034 ua de la estrella— un planeta de tipo «supertierra».
Asimismo, Kepler-90 es una distante estrella de tipo espectral F9 con un sistema planetario de ocho exoplanetas, siendo semejante al sistema solar en cuanto a que los planetas rocosos están más cerca de la estrella y los gigantes gaseosos más alejados.
Kepler-1 es otra estrella lejana donde se ha detectado un planeta de tipo «júpiter caliente» cuyo albedo geométrico extremadamente bajo le convierte en el exoplaneta más oscuro conocido.
Por su parte, HD 167042 es una estrella de tipo K1 en torno a la cual orbita un planeta gigante que completa su órbita en 412,6 días.

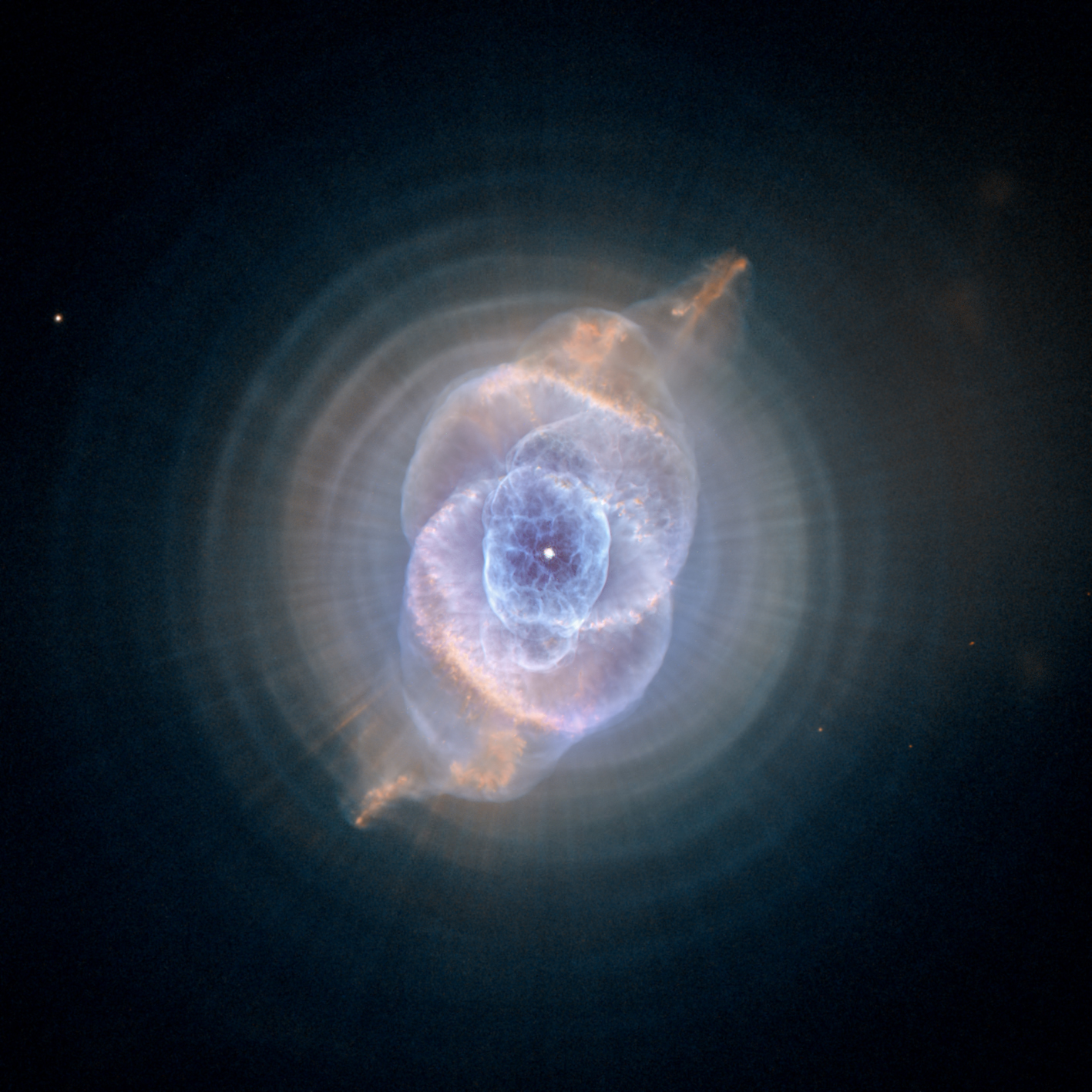
NGC 6543 (nebulosa Ojo de Gato)

La estrella de Draco más cercana a la Tierra es el sistema estelar Struve 2398, situado a 11,52 años luz de distancia.
Las componentes del sistema son dos enanas rojas de tipo M3V y M3.5V bastante similares. Los parámetros orbitales del sistema no son bien conocidos: se ha evaluado su período orbital en 453 años y, dada la gran excentricidad de la órbita (ε = 0,53), la distancia entre las dos estrellas varía entre 26 y 85 ua.
Uno de los objetos del cielo profundo más conocidos en Draco es la nebulosa Ojo de Gato (NGC 6543), nebulosa planetaria que está a 5300 años luz de distancia. Muestra una compleja morfología bipolar con dos estructuras visibles, una interior elipsoidal y otra externa bipolar cons dos lóbulos casi esféricos; también se pueden observar dos chorros o «jets» alrededor de la nebulosa. Los estudios espectroscópicos no están de acuerdo sobre si la estrella central es una binaria cercana o simplemente una única estrella variable, aunque modelos morfocinemáticos sugieren la primera opción.
Entre las galaxias observables en la constelación se encuentra NGC 5866 (también llamada galaxia Eje o Messier 102), una galaxia lenticular o espiral distante 50 millones de años luz que probablemente fue descubierta por Pierre Méchain o Charles Messier en 1781. La medida de las velocidades orbitales de sus cúmulos globulares implica que su materia oscura supone solo el 34 - 45 % de la masa total de la galaxia, cifra notablemente baja.
Da nombre al Grupo de NGC 5866 —del que forma parte— y que tiene como otros miembros a NGC 5879 y NGC 5907.
Por otro lado, Arp 188 es una galaxia espiral barrada situada a 420 millones de años luz de distancia. Su característica más notable es un rastro de estrellas de unos 280 000 años luz de largo originada por la colisión con una pequeña galaxia compacta.

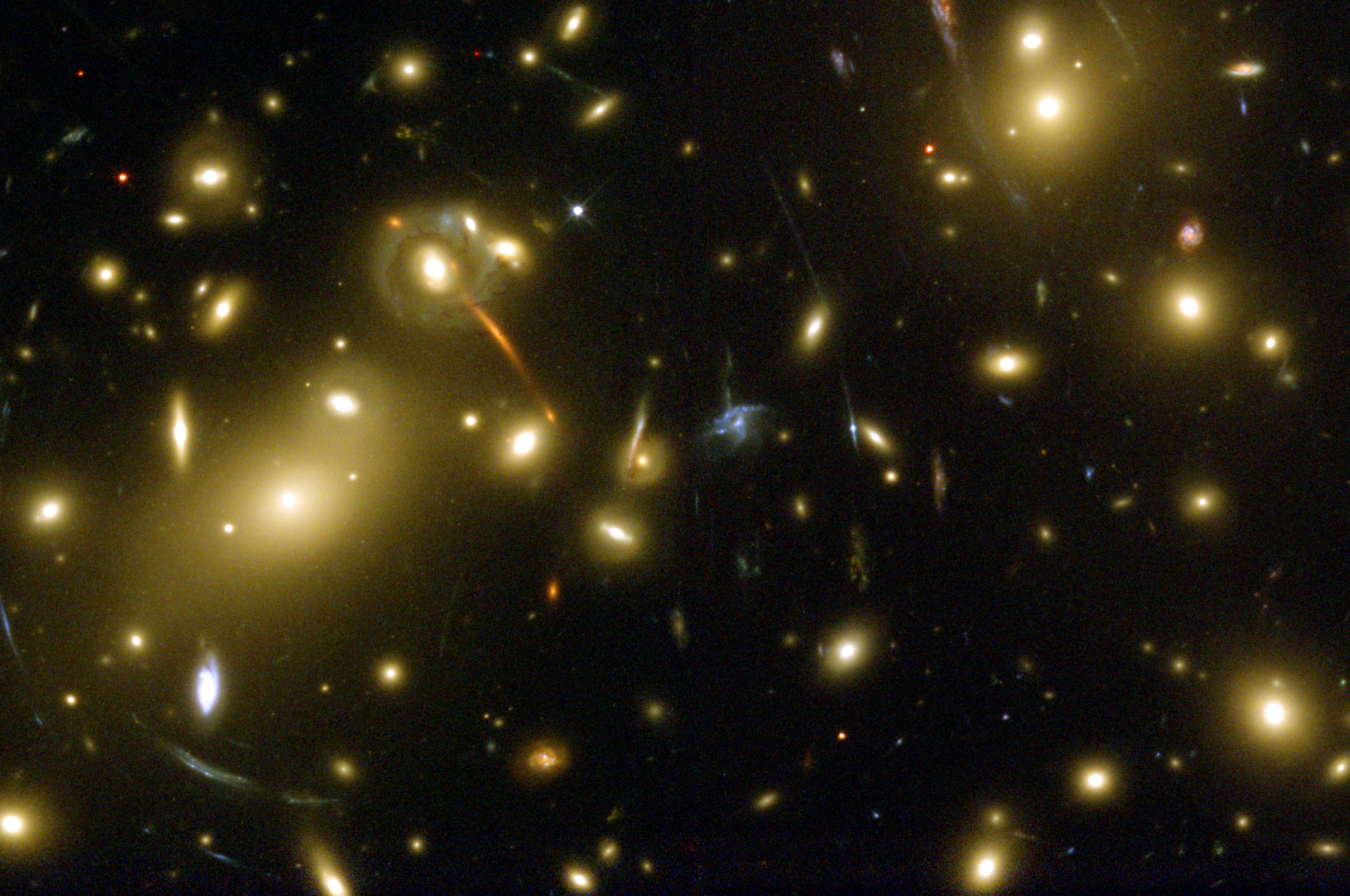
Imagen del Hubble del lejano supercúmulo Abell 2218

NGC 6503 es una galaxia espiral enana situada en el borde de la región del espacio conocida como el Vacío Local. Se encuentra a unos 18 millones de años luz de distancia.
Otra galaxia enana de la constelación, la denominada Enana de Draco, es una de las galaxias satélites de la Vía Láctea menos luminosas con magnitud absoluta -8,6 y un diámetro de solo 3500 años luz. Se piensa que esta galaxia puede contener grandes cantidades de materia oscura.
En el norte de Draco se localiza el supercúmulo Abell 2218, distante 2100 millones de años luz (z = 0,171). Actúa como una lente gravitacional para galaxias de fondo aún más distantes, lo que permite estudiar dichas galaxias así como el propio cúmulo. Este efecto no solo magnifica las imágenes de galaxias ocultas, sino que también las distorsiona en arcos largos y finos.

## Estrellas principales

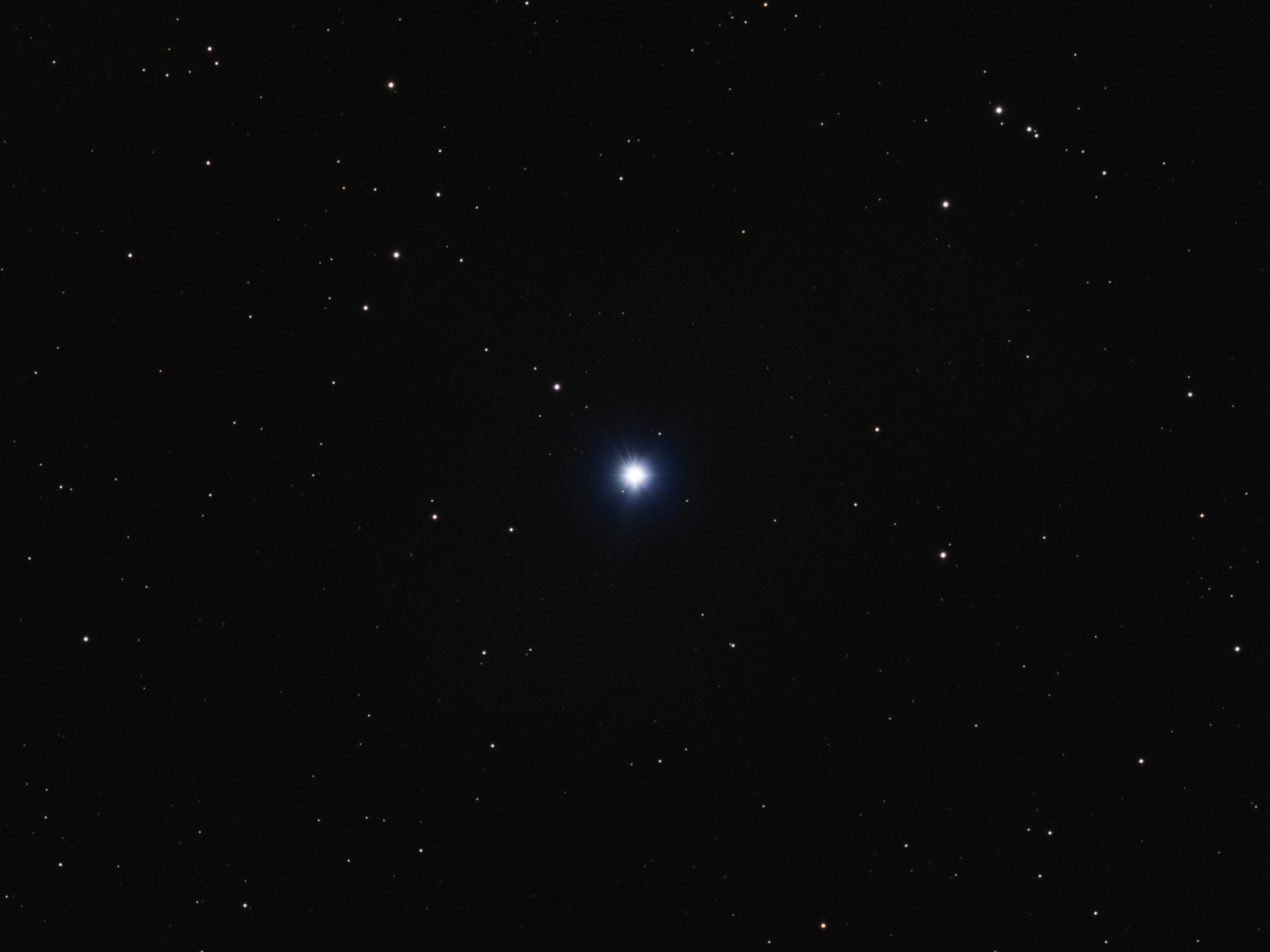
Imagen de Thuban en luz visible

- α Draconis (Thuban), estrella blanca de magnitud 3,67 antiguamente utilizada como estrella polar.
- β Draconis (Alwaid o Rastaban), con magnitud 2,79, supergigante o gigante amarilla 950 veces más luminosa que el Sol.
- γ Draconis (Etamin o Eltanin), estrella gigante naranja, la más brillante de la constelación con magnitud 2,23. Ha sido llamada «Estrella del Cenit» por su proximidad al cenit cuando era observada desde el Observatorio de Greenwich.
- δ Draconis (Altais o Nodus Secundus), gigante de color amarillo-naranja y magnitud 3,07.
- ε Draconis (Tyl), gigante amarilla de magnitud 3,83 que se encuentra a 145 años luz.
- ζ Draconis (Aldhibah), gigante o subgigante blanco-azulada de magnitud 3,17.
- η Draconis (Aldhibain), la segunda estrella más brillante de la constelación (magnitud 2,74), 61 veces más luminosa que el Sol y situada a 88 años luz.
- θ Draconis, estrella subgigante blanco-amarilla y binaria espectroscópica.
- ι Draconis (Edasich), gigante naranja de magnitud 3,29 en donde se ha descubierto un planeta con una órbita muy excéntrica.
- κ Draconis, gigante blanco-azulada y estrella Be, rodeada de un grueso disco creado por su rápida rotación.
- λ Draconis (Gianfar o Giausar), gigante roja y variable semirregular cuyo brillo varía 0,08 magnitudes.
- μ Draconis (Arrakis), estrella binaria compuesta por dos enanas amarillas separadas 2 segundos de arco.
- ν Draconis (Kuma), estrella doble cuyas componentes distan 62 segundos de arco y se pueden resolver con prismáticos.

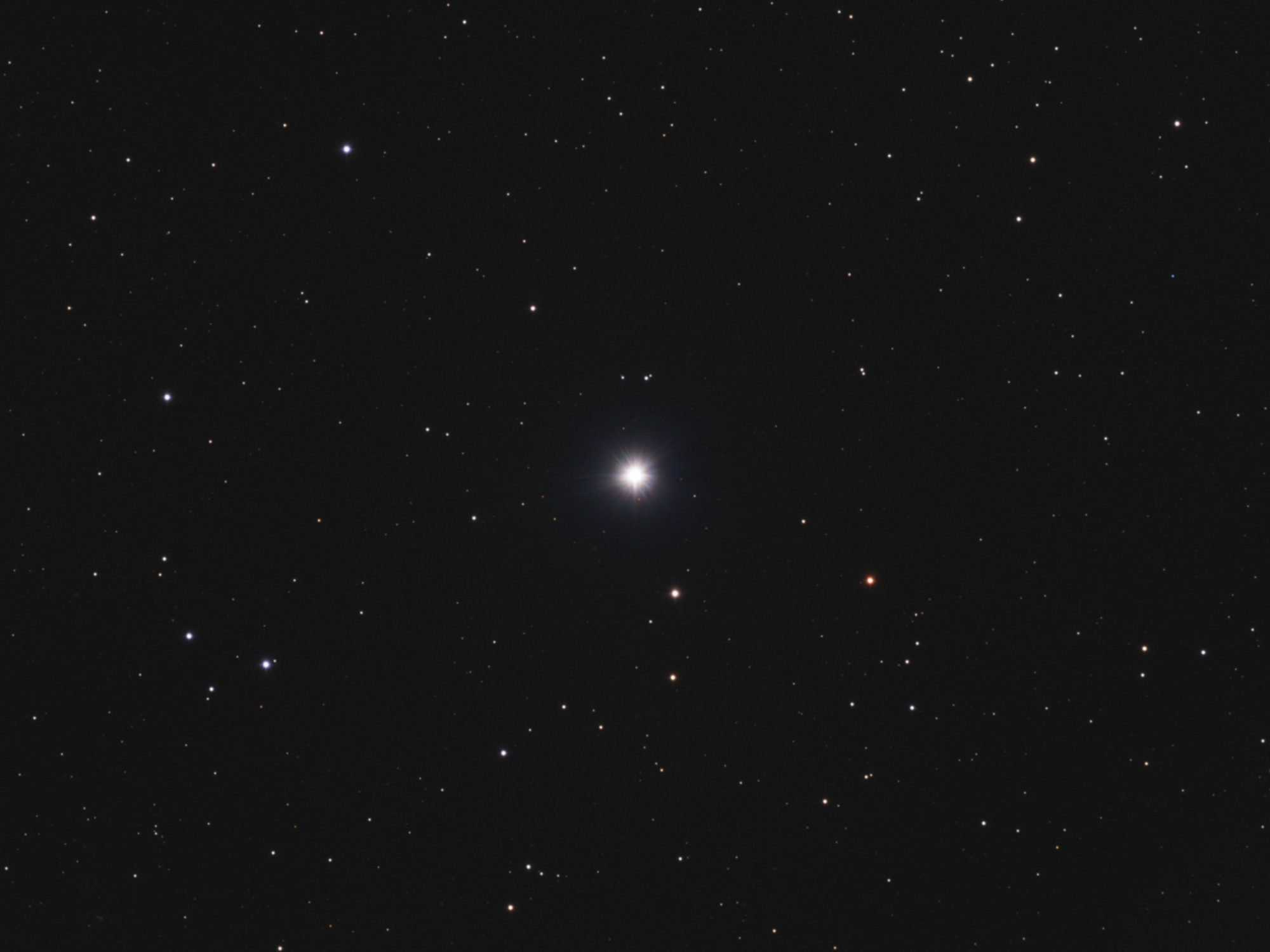
χ Draconis en el espectro visible

- ξ Draconis (Grumium), gigante naranja a 111 años luz de distancia.
- σ Draconis (Alsafi), estrella enana naranja a 18,81 años luz del sistema solar.
- φ Draconis, complejo sistema estelar visible solo al norte del trópico de Capricornio. La estrella principal es una variable Alfa2 Canum Venaticorum.
- χ Draconis, de magnitud 3,55, estrella binaria a 26 años luz.
- 2 Draconis, gigante naranja de magnitud 5,19.
- 10 Draconis (CU Draconis), gigante roja 1,4º al oeste de Thuban, con la que forma un interesante contraste al ser observadas con el telescopio.
- 16 y 17 Draconis, separadas 90 segundos de arco, forman un sistema binario; cada una de ellas es, a su vez, también una estrella binaria.
- 19 Draconis, estrella blanco-amarilla de magnitud 4,89.
- 26 Draconis, estrella múltiple de magnitud 5,24; su primaria es una enana amarilla más joven que el Sol.
- 42 Draconis, gigante naranja de baja metalicidad con un planeta extrasolar.
- 45 Draconis (d Draconis), supergigante blanco-amarilla de magnitud 4,78.
- 59 Draconis, variable Gamma Doradus de magnitud 5,12 acompañada por una enana marrón.
- Z Draconis, binaria eclipsante de magnitud 10,97 situada al norte de la constelación.
- AF Draconis (73 Draconis), variable Alfa2 Canum Venaticorum de magnitud 5,19.
- AG Draconis, estrella simbiótica que cada 10 o 15 años sufre estallidos que multiplican su brillo por cinco.
- AS Draconis, variable RS Canum Venaticorum formada por dos enanas amarillas.

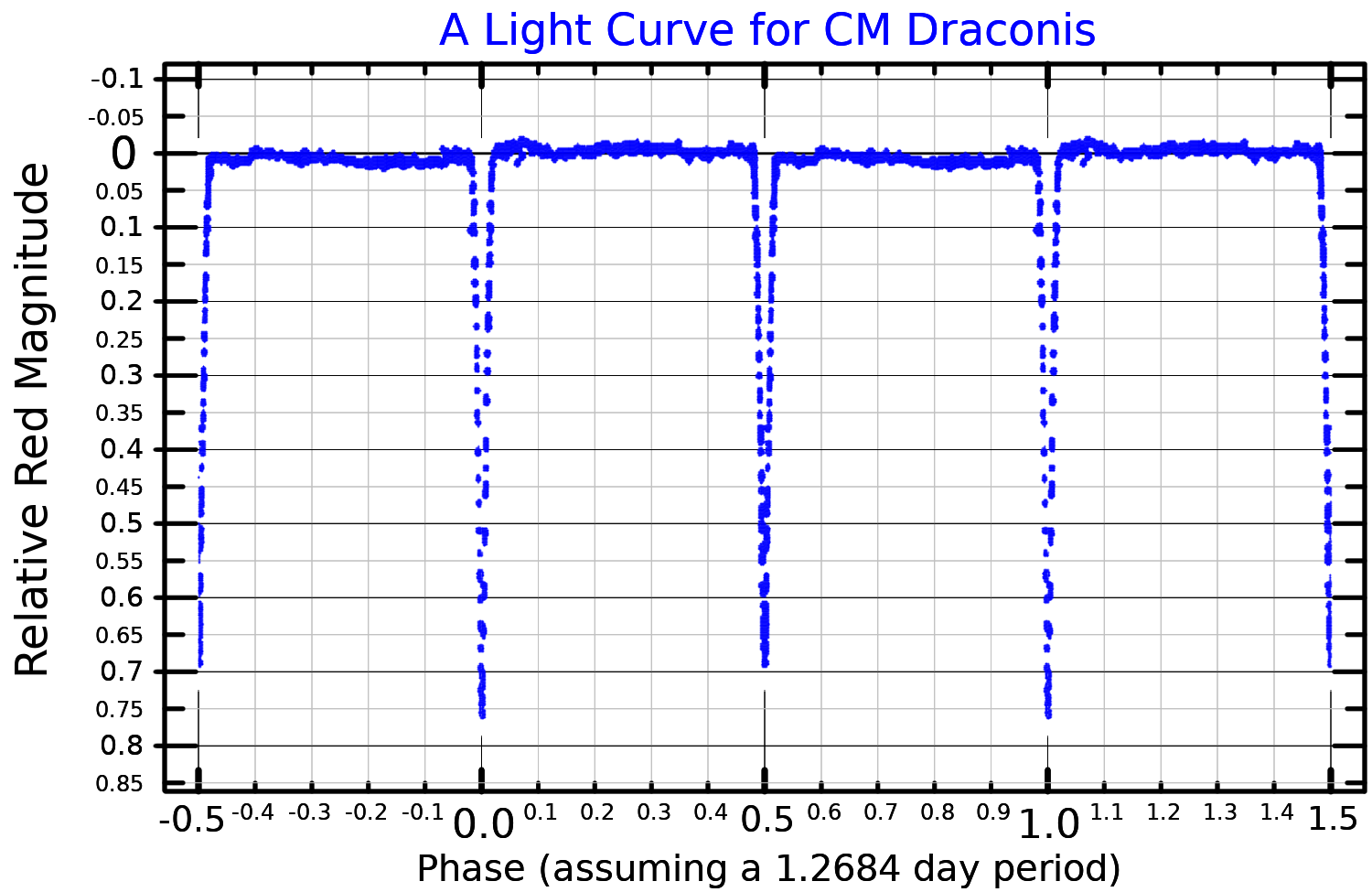
Curva de luz de CM Draconis en banda R

- BY Draconis, sistema estelar formado por al menos tres componentes; las dos principales forman el prototipo de las variables BY Draconis.
- CL Draconis, estrella variable Delta Scuti de magnitud 4,97.
- CM Draconis, sistema triple compuesto por dos enanas rojas —también variables BY Draconis— y una enana blanca.
- EK Draconis (HD 129333), enana amarilla muy joven, similar al Sol en sus primeros días.
- IU Draconis (Gliese 577), estrella binaria o triple cuya componente principal es una enana amarilla algo más tenue que el Sol.
- HD 101364, gemelo solar situado a 214 años luz del Sistema Solar cuyo contenido de litio es prácticamente igual al del Sol. Con una temperatura apenas 5 K superior a la solar, tiene una masa igual a la del Sol, si bien su luminosidad es un 15% mayor que la luminosidad solar.
- HD 158633 (HR 6518), enana naranja a 41,7 años luz de distancia.
- HD 167042, gigante o subgigante naranja con un planeta extrasolar.
- HD 193664, análogo solar a 57,3 años luz de distancia.
- Struve 2398, sistema binario compuesto por dos enanas rojas semejantes situado a 11,5 años luz de distancia.
- Gliese 625, tenue enana roja de magnitud 10,17.
- Gliese 687, enana roja a algo menos de 15 años luz de la Tierra.
- GJ 1221, solitaria enana blanca distante 20 años luz.

## Objetos de cielo profundo

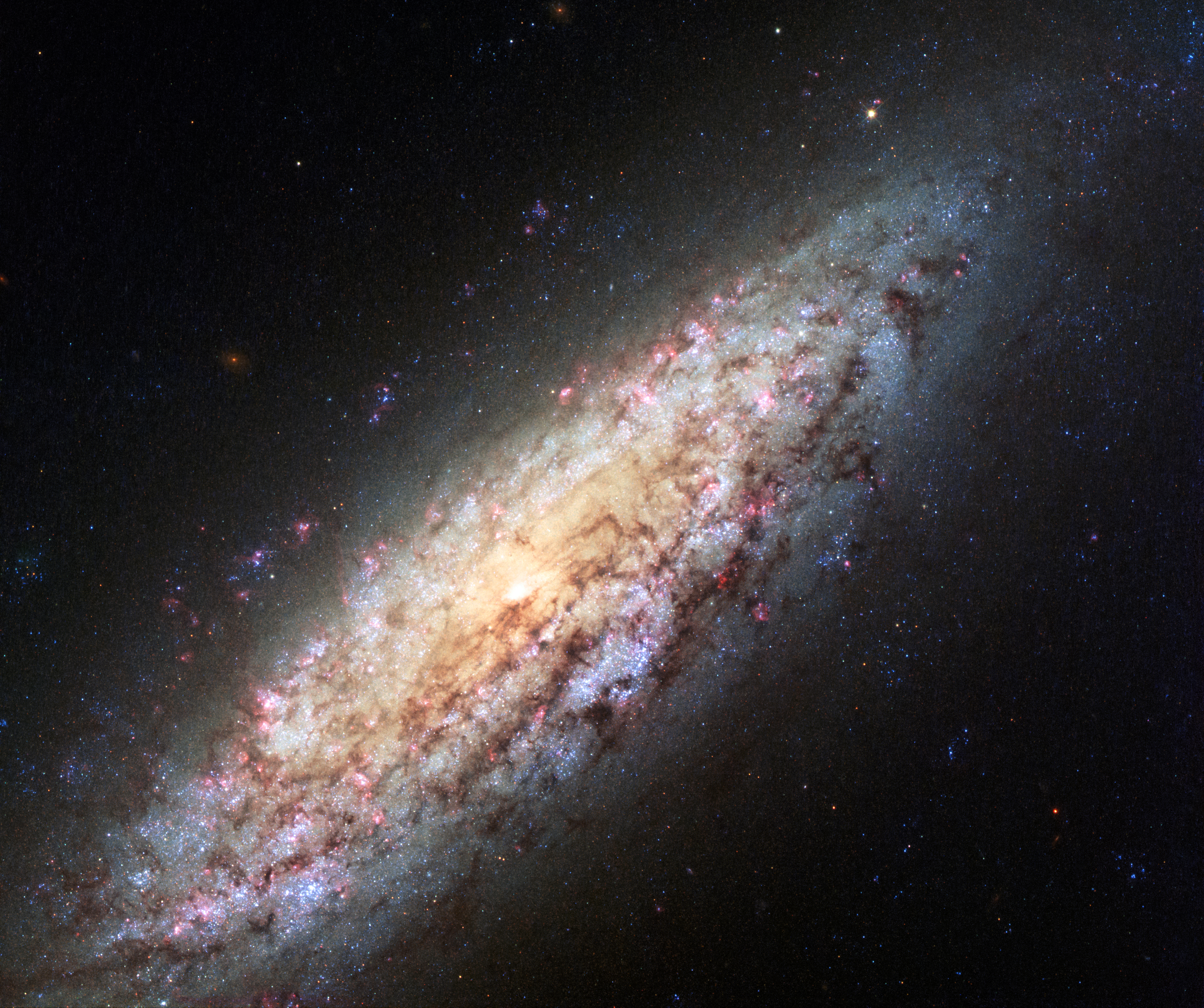
Galaxia espiral enana NGC 6543 (Imagen del telescopio espacial Hubble)

- Nebulosa Ojo de gato (NGC 6543), una de las nebulosas planetarias más brillantes. De estructura muy compleja, ha sido ampliamente estudiada por medio de las imágenes de alta resolución obtenidas por el telescopio espacial Hubble. Fue descubierta por William Herschel en 1786 y fue la primera nebulosa planetaria cuyo espectro fue investigado.
- NGC 5866, una galaxia lenticular. Es la galaxia más brillante de las que forman la agrupación galáctica que lleva su nombre (Grupo de NGC 5866).
- Galaxia espiral NGC 6503, la más brillante de la constelación. Se encuentra en el borde del Vacío Local, región del espacio vasta y vacía.
- Galaxia espiral NGC 4319 y su posible asociación con el objeto Markarian 205.
- Galaxias espirales NGC 4236 y NGC 5907, esta última 3º al sursudoeste de Edasich (ι Draconis).
- Galaxia Enana de Draco, una de las más tenues que se conocen, forma parte del Grupo Local.

## Mitología
El catasterismo de la Serpiente, en la mitología griega, tiene variantes. Eratóstenes nos dice que esta es la gran serpiente que se halla recostada entre las dos Osas. Se dice que es la que vigilaba las manzanas de oro —el dragón de las Hespérides—, a la que Heracles mató. A esta se le dio también un puesto entre las estrellas por mediación de Hera, quien la había destinado a ser guardián del jardín y de las manzanas de oro, para defenderlas de las Hespérides. Es que Ferécides cuenta que Hera había sido desposada por Zeus, y que, cuando los dioses le traían sus regalos, la Tierra llegó trayéndole las manzanas de oro junto con las ramas. Al verlas se llenó de asombro Hera y dijo que se plantasen en el jardín de los dioses, que se hallaba donde estaba Atlante o en el monte Atlas. Como las hijas de este andaban siempre cogiéndolas a hurtadillas, destinó como guardián a la serpiente, que era de un tamaño descomunal. Tiene un distintivo grandísimo: sobre ella se halla la imagen de Heracles que Zeus colocó como recordatorio del combate y es muy fácil de reconocer por la forma en que están trazadas las figuras.
Hay también quien dice que este dragón fue arrojado contra Minerva por los gigantes, cuando estaba luchando contra ellos. Minerva, sin embargo, atrapó su forma retorcida y lo lanzó a las estrellas, y lo fijó en el mismo polo del cielo. Y así hasta el día de hoy aparece con el cuerpo retorcido, como si recientemente fuera transportado a las estrellas. Según otra versión, se trataba de la forma de serpiente que tomó Zeus para escapar de su padre, Crono.